# Јоргос Папасидерис
Јоргос Пасидеридис (грч. Γέωργιος Παπασιδέρης; 1876 Коропи предграђе Атине — ?) је бивши грчки атлетичар и дизач тегова који се у оба спорта такмичио на првим модерним Олимпијским играма 1896. у Атини.
Пасидеридис се у атлетици такмичио у две дисциплине бацању кугле и бацању диска. У бацању кугле је хицем од 10,36 метара освојио треће место и бронзану медаљу. У бацању диска пласирао се од 5-9 места са непознатим резултатом.
У дизању тегова са две руке Папасидерис је био четврти резултатом од 90 килограма колико су имали и трећепласирани Сотириос Версис из Грчке и петопласирани Карл Шуман из Немачке.